# Blade (Marvel)
Blade (echte naam Eric Brooks) is een fictieve superheld uit de strips van Marvel Comics, bedacht in 1973 door Marv Wolfman en Gene Colan. Blade was oorspronkelijk een bijpersonage in de stripserie Tomb of Dracula, maar kreeg later een aantal eigen stripseries. Inmiddels zijn er ook drie films over Blade verschenen, met Wesley Snipes in de hoofdrol.

## Publicatiegeschiedenis
Blade was uniek onder andere stripboekhelden vanwege zijn nogal directe en soms brutale taalgebruik. Hoewel zijn Marvel Comics-versie van oorsprong Brits is, is Blade in de films en televisieserie van Amerikaanse afkomst.
De strips en de films komen alleen overeen in het detail dat Blades moeder werd gebeten door een vampier toen Blade werd geboren. Echter, vanwege het succes van de film besloot Marvel om de stripversie van Blade aan te passen naar de filmversie. Dit werd bereikt door Blade te laten bijten door Morbius. Hierdoor werd Blade een halfvampier die wel alle krachten van een vampier had, maar geen van hun zwakheden. Tot die tijd was Blades enige unieke eigenschap dat hij immuun was voor vampierbeten. Maar omdat Morbius geen echte vampier was, was Blade niet immuun voor zijn beet.

## Biografie
De man die bekend zou komen te staan als Blade werd geboren in het Verenigd Koninkrijk, in een warenhuis in Londen. Zijn geboortedatum is 24 oktober 1929, de zogenaamde zwarte donderdag. Blades moeder, Tara Brooks, werd “geholpen” bij de bevalling door Deacon Frost, die in werkelijkheid een vampier bleek te zijn. Frost beet Blades moeder tijdens Blades geboorte, en gaf zo onbedoeld enkele van zijn enzymen door aan de baby. Dit gaf Blade zijn bovenmenselijke krachten, zoals immuniteit voor vampierbeten, de gave om bovennatuurlijke wezens te “ruiken” en een verlengd leven. Blades moeder kwam door de aanval om, maar Frost werd verjaagd door Tara’s medewerkers. Zij voedden Blade op tot hij 9 jaar was. Hoewel hij geen fysieke krachten had, trainde hij zichzelf totdat hij het hoogtepunt van menselijke kracht bereikte. Verder werd hij een expert met wapens, vooral messen en zwaarden.

### Opleiding tot jager
Blade redde op een dag een oude man genaamd Jamal Afari van drie bandieten. Die bandieten bleken vampieren te zijn. Jamal was een vampierjager, die besefte dat Blade een enorme aanleg had om ook een vampierjager te worden. Hij begon de jonge Blade te trainen, en al snel was Blade in staat veel van de zwakke, nog jonge vampieren te verslaan die hij en Jamal tegenkwamen.
Echter, Blade werd door deze overwinningen overmoedig. Hij sloot zich aan bij een straatbende genaamd de Bloodshadows, die werd geleid door een veel oudere en sterkere vampier dan Blade ooit was tegengekomen: Lamia. Hij wist haar maar net te verslaan, maar verloor hierbij zijn vriendin. Dit maakte dat hij zijn lot accepteerde, en zich serieuzer met zijn taak ging bezighouden.
Blade werd uiteindelijk gedwongen zijn leraar Jamal te doden toen die zelf het slachtoffer werd van een vampier. Daarna achtervolgde hij lange tijd Dracula door Europa en Azië. In Azië kreeg hij hulp van de vampierjagers Azu, Orji en Musenda. Orji leerde Blade om vampieren uit te schakelen met houten dolken. Dracula doode echter Azu en Orji, en Musenda trok zich terug.

### Drac Pack en Nightstalkers
Blade ontmoette in Parijs Quincy Harker (zoon van Jonathan Harker) en zijn vampierjagers, die de onofficiële naam "Drac Pack" hadden. Blade sloot zich nooit bij deze groep aan, maar was wel hun bondgenoot. Na een onsuccesvol gevecht met Dracula ontdekte Blade voor het eerst dat hij immuun was voor vampierbeten. Gewapend met deze kennis besloot hij de vampier op te sporen die zijn moeder had gedood, en haar wreken. Hij ontmoette Drac Pack nog eenmaal in Boston, toen ze samen met Dracula vochten tegen Dr. Sun.
Blade werd in zijn zoektocht naar Frost geholpen door Hannibal King, een detective die in een vampier was veranderd door Frost. De twee wisten Frost uit te schakelen, wat ook het begin was van een vriendschap tussen de twee.
In latere jaren werden Blade en King vaste helpers van Dr. Strange in zijn gevecht met vampieren. Ze hielpen Dr. Strange met de “Montesi Formula”, een krachtige spreuk om Dracula, en tijdelijk alle vampieren op Aarde te vernietigen. De vampieren keerden later echter weer terug, waarna Blade lid werd van de Nightstalkers, leden van Strange' nieuwste team genaamd de Midnight Sons. De kern van dit team bestond uit “De Negen”, mensen en andere uitverkorenen om de Aarde te beschermen tegen mystieke invasies. Om Blades medewerking zeker te stellen, veranderde Dr. Strange Blades haat tegen vampieren in een algemene haat voor alles wat bovennatuurlijk was.
Na afloop van de “Siege of Darkness” verhaallijn begon het Midnight Sons team uit elkaar te vallen. Blade en de andere Nightstalkes gingen door met het jagen op vampieren. Maar alles liep mis toen Blade de enige van het trio was dat het gevecht met Varnae overleefde.

### Daywalker
Blade bleef enige jaren in New Orleans, waar hij het ook moest opnemen tegen zijn voormalige teamgenoot Morbius the Living Vampire, die onder controle was van de vampier Sojourner. Blade volgde Morbius naar New York en bevocht hem samen met Spider-Man. In dit gevecht werd Blade gebeten door Morbius.
Blades bloedenzymen reageerden op een onverwachte manier op Morbius' beet, aangezien Morbius geen echte vampier was maar een “levende vampier”. Dit gaf Blade dezelfde krachten als vampieren, maar niet hun zwakheden (rond deze tijd kreeg Blade de onofficiële naam “Daywalker” van zijn slachtoffers).
Recentelijk trok Blade de aandacht van de S.H.I.E.L.D.-afdeling "Project: Silvereye", dat zijn bloed wilde gebruiken om vampierklonen te maken die konden werken als S.H.I.E.L.D.-agenten. Blade stopte het project samen met twee andere vampierjagers.

### Blade: The Hidden Years
In een ander recent avontuur werd Blade door niemand minder dan Dr. Doom naar Latveria gehaald. Doom gebruikte zijn “zigeunerkrachten” om een evenement uit het verleden te zien, waarin een alternatieve versie van Blade ver het verleden in was gestuurd om Dooms moeder te redden uit de gevangenis. Dooms moeder was op dat moment in verwachting van Doom. Als Blade Doom zou helpen om deze gebeurtenis ook plaats te laten vinden in de huidige tijdlijn, zou Doom Blade en elixer geven dat zijn dorst naar het bloed van mensen zou wegnemen. Blade gebruikte Dooms tijdpoort om naar het verleden te reizen, maar de gevangenis bleek te worden aangevallen door vampieren. Blade redde in het gevecht een jonge versie van zijn vader, Lucas Cross. Blade slaagde uiteindelijk in zijn opdracht, en kreeg het elixer van Doom. Maar of dit elixer echt werkt is nog niet bekend.

## Ultimate Blade
Blade verscheen voor het eerst in het Ultimate Marvel universum in de Ultimate Spider-Man Super Special One-shot. Zijn optreden hierin was maar beperkt, maar hij joeg net als zijn tegenhanger uit de standaard strips op vampieren. Hij was ook zelf deels vampier. Deze ontmoeting tussen Blade en Spider-Man werd later herverteld in Ultimate Spider-Man #95.

## Krachten en vaardigheden

### Strips
Blade heeft alle krachten van vampieren, maar geen van hun zwakheden. Hij kan zien in het donker, is sterker dan de gemiddelde mens, heeft bovenmenselijke reflexen, snelheid en genezing van verwondingen. Hij kan de aanwezigheid van andere bovennatuurlijke wezens “ruiken” en is immuun voor de beet van een vampier.
Naast zijn krachten beschikt Blade over sterke gevechtsvaardigheden. Hij kan met vrijwel elk soort wapen overweg, en leert vrij snel een nieuw wapen te hanteren. Blade is ook een expert in verschillende vechtsporten.
De meeste van Blades vampierkrachten werden pas toegevoegd na het succes van de Blade films. Tot die tijd had hij enkel zijn immuniteit voor vampierbeten en zintuig voor bovennatuurlijke wezens. Blade verkreeg zijn vampierkrachten door een beet van decon frost.
Als wapens gebruikt Blade vooral teakhouten dolken waarmee hij zijn vijanden doorboort. Daarnaast heeft hij enkele Mahonie staken. Hij heeft wel de bloedlust van vampieren, maar gebruikt een serum om dit tegen te gaan.

### Film en televisie
In de films en de Blade-televisieserie beschikt Blade over bovenmenselijke krachten gelijk aan die van normale vampieren, maar hij heeft niet de zwakheden van vampieren behalve hun dorst naar bloed. Blade heeft bovenmenselijke kracht, snelheid, lenigheid, uithoudingsvermogen, reflexen en zintuigen. Hij kan ook zeer snel genezen, maar dit vertraagt niet zijn veroudering. Hij kan in zonlicht lopen, maar hij moet dan wel altijd een zonnebril dragen. Hij is een meester in vechtsporten, en bedreven in het gebruik van veel wapens zoals zwaarden en vuurwapens. Blade spreekt naast Engels ook Tsjechisch, Russisch en in zekere mate de vampiertaal.

## In andere media

### Blade
In 1998 verscheen de film Blade met Wesley Snipes in de hoofdrol, Kris Kristofferson als Abraham Whistler, Blades mentor, en Stephen Dorff als Deacon Frost. Het script van de film werd geschreven door David Goyer, en de film werd geregisseerd door Stephen Norrington. Hoewel de film het verhaal uit de strips niet helemaal volgde, was de film wel trouw aan de karakters zoals ze in de strips werden neergezet.

### Blade II
Het vervolg op de Blade-film dat uitkwam in 2002. Het script werd geschreven door Goyer, en de regie werd gedaan door Guillermo del Toro. In deze film werkt de Daywalker samen met zijn vampiervijanden om een krachtige nieuwe vampiersoort te verslaan.

### Blade: Trinity
De Blade-trilogie werd afgesloten met deze derde film uit 2004, die zowel geschreven als geregisseerd werd door Goyer. Een zwaar aangepaste versie van Hannibal King (gespeeld door Ryan Reynolds) werd geïntroduceerd in deze film, evenals de Nightstalkers. Blade sluit zich bij deze groep vampierjagers aan om de originele vampier Drake (een jongere versie van Dracula) te vernietigen met een vampierdodend virus.

### Marvel Cinematic Universe
Een nieuwe versie van Blade gaat een verschijning maken in het Marvel Cinematic Universe waarin hij gespeeld gaat worden door Mahershala Ali. Blade had al een stemrol in de post-credit scene van de film Eternals uit 2021, waarin hij praatte tegen het personage Dane Whitman.
In de derde Deadpool film Deadpool & Wolverine uit 2024 verschijnt de Eric Brooks / Blade variant uit Blade (1998), Blade II (2002) en Blade: Trinity (2004) in de Void van het Marvel Cinematic Universe, wederom  gespeeld door Wesley Snipes.

### Animatie serie
Blade had een aantal gastoptredens in de animatieserie Spider-Man: The Animated Series. Hij verscheen voor het eerst in het tweede seizoen, in de aflevering "Neogenic Nightmare: Chapter 9: Blade the Vampire Hunter." In die aflevering jaagde Blade op Morbius. Ook werd onthuld dat Blade de zoon was van een vampierman en een menselijke moeder. Zijn moeder liet hem achter bij een pleeggezin toen zij ook werd gebeten door een vampier. In de erop volgende aflevering "The Immortal Vampire", deden Blade en Morbius opnieuw mee.
Blade keerde weer terug in het vierde seizoen in de aflevering "Partners in Danger: Chapter 7: The Vampire Queen". Blade jaagt hierin op de vampierkoningin, die zijn moeder blijkt te zijn.
Blades laatste optreden in de serie was een cameo in seizoen 5, in de aflevering Secret Wars: Chapter 2: Gauntlet of the Red Skull. Hierin bevechten hij, Black Cat en Morbius de vampierkoningin, net op het moment dat Spider-Man Black Cat naar de planeet van de Secret Wars laat halen.
Blades stem in de serie werd gedaan door J.D. Hall.

### Blade: The Series
Een televisieserie gebaseerd op de films ging in première op 28 juni 2006. De rol van Blade wordt hierin vertolkt door rapper/acteur Kirk Jones. De serie speelt zich enige tijd na de derde film af, en draait om Blade die een kwaadaardige vampier genaamd Marcud Van Sciver bevecht in Detroit. Detroit is in de serie tevens Blades geboortestad (dit in tegenstelling tot de strips, waarin Blade in Londen is geboren). De serie liep slechts 1 seizoen van 12 afleveringen

### Videospellen
Blade is een bespeelbaar personage in twee videospellen gebaseerd op de eerste twee films: Blade (voor de PlayStation) en Blade II (voor de PlayStation 2 en Xbox). Blade is ook een bespeelbaar personage in het spel Marvel: Ultimate Alliance. Hij is ook een speelbaar personage in het Spider-Man: Friend or Foe voor de PlayStation 2.